# Extremadura Unión Deportiva
L'Extremadura Unión Deportiva, o semplicemente Extremadura, è stata una società calcistica spagnola con sede nella città di Almendralejo.

## Storia
L'Extremadura Unión Deportiva fu fondata nel 2007 a causa dei gravi problemi finanziari che affliggevano il CF Extremadura, fallito tre anni dopo.
In sole tre stagioni il club raggiunse la Segunda División B, la terza divisione del campionato spagnolo di calcio. Terminò la sua prima stagione in terza serie all'ultimo posto del proprio girone, retrocedendo. Cinque anni dopo il club venne nuovamente promosso in Segunda División B.
Nel 2018 il club venne promosso per la prima volta in Segunda División dopo aver battuto per 1-0 il FC Cartagena all'ultimo turno dei play-off. La retrocessione in Segunda División B avvenne al termine della stagione 2019-2020, a causa del penultimo posto finale in classifica.
Nel gennaio 2022, con la società che si trova in una difficile situazione finanziaria, avviene un cambio di proprietà, che, tuttavia, non risolve i problemi esistenti e che sfocia in una sciopero dei giocatori con la conseguenza, dopo due mancate presentazioni consecutive in altrettante partite di lega, di veder esclusa la squadra a campionato in corso, retrocessa d'ufficio, e impossibilitata ad essere promossa nella stagione successiva.
Nel maggio seguente, con il club ormai in liquidazione, viene fondata una nuova compagine, il CD Extremadura 1924, che, pur avendo l'obiettivo di proporsi come erede della precedente società e, quindi, di prenderne il posto in Segunda División RFEF, viene iscritta alla Segunda Division Extremena, campionato regionale al settimo ed ultimo livello della piramide calcistica spagnola.

## Tornei nazionali
- Segunda División: 2 stagioni (2018-2019, 2019-2020)
- Segunda División B: 3 stagioni (2010-2011, 2016-2017, 2017-2018)
- Tercera División: 6 stagioni (2009-2010, 2011-2012, 2012-2013, 2013-2014, 2014-2015, 2015-2016)

## Palmarès

### Competizioni nazionali
- Tercera División:  2

2012-2013, 2015-2016

### Altri piazzamenti
- Tercera División:

Secondo posto: 2014-2015
Terzo posto: 2009-2010, 2011-2012

## Organico

### Rosa 2020-2021
| N. |                   | Ruolo | Calciatore       |
| -- | ----------------- | ----- | ---------------- |
| 1  | Spagna (bandiera) | P     | Casto            |
| 5  | Spagna (bandiera) | D     | Fran Cruz        |
| 11 | Spagna (bandiera) | A     | Airam Cabrera    |
| 17 | Spagna (bandiera) | C     | Víctor Pastrana  |
| 21 | Spagna (bandiera) | C     | Sergio Gil       |
| 22 | Spagna (bandiera) | C     | David Rocha      |
| 30 | Ghana (bandiera)  | C     | Emmanuel Lomotey |
| 40 | Cile (bandiera)   | P     | Gonzalo Collao   |
| 42 | Spagna (bandiera) | A     | Lele             |
| 44 | Spagna (bandiera) | A     | Manu Mosquera    |

| N. |                           | Ruolo | Calciatore    |
| -- | ------------------------- | ----- | ------------- |
|    | Spagna (bandiera)         | D     | Borja García  |
|    | Spagna (bandiera)         | D     | Dani Sánchez  |
|    | Colombia (bandiera)       | D     | Jilmar Torres |
|    | Spagna (bandiera)         | D     | Saúl González |
|    | Spagna (bandiera)         | C     | Dani Molina   |
|    | Spagna (bandiera)         | C     | José García   |
|    | Costa d'Avorio (bandiera) | C     | Kouame Viera  |
|    | Costa d'Avorio (bandiera) | C     | Liam Ayad     |
|    | Spagna (bandiera)         | C     | Nando Copete  |
|    | Spagna (bandiera)         | A     | Rubén Mesa    |